# 延州 (陝西省)
延州（えんしゅう）は、中国にかつて存在した州。南北朝時代から宋代にかけて、現在の陝西省延安市一帯に設置された。

## 魏晋南北朝時代
513年（延昌2年）、北魏により設置された東夏州を前身とする。東夏州は遍城郡・朔方郡・定陽郡・上郡の4郡9県を管轄した。
554年（廃帝3年）、西魏により東夏州は延州と改称された。

## 隋代
隋初には、延州は2郡9県を管轄した。583年（開皇3年）、隋が郡制を廃すると、延州の属郡の遍城郡と文安郡は廃止された。606年（大業2年）に延州は丹州を統合し、また時期は不明であるが夏州を統合し、17県を管轄した。607年（大業3年）に州が廃止されて郡が置かれると、延州は延安郡と改称され、下部に11県を管轄した。隋代の行政区分に関しては下表を参照。
| 州 | 延州                                                    | 延州   | 丹州                 | 丹州          | 夏州                 | 郡 | 延安郡                                                                       |
| 郡 | 遍城郡                                                  | 文安郡 | 丹陽郡               | 楽川郡        | 金明郡               | 県 | 豊林県 因城県 魏平県 臨真県 延安県 延川県 義川県 咸寧県 汾川県 金明県 膚施県 |
| 県 | 広武県 沃野県 因城県 義郷県 魏平県 臨真県 真川県 広安県 | 文安県 | 義川県 雲岩県 太平県 | 汾川県 門山県 | 広洛県 永豊県 啓寧県 | 県 | 豊林県 因城県 魏平県 臨真県 延安県 延川県 義川県 咸寧県 汾川県 金明県 膚施県 |

## 唐代
618年（武徳元年）、唐により延安郡は延州と改められた。742年（天宝元年）、延州は延安郡と改称された。758年（乾元元年）、延安郡は延州と改称された。延州は関内道に属し、膚施・延長・臨真・敷政・金明・豊林・延水・延川・延昌の9県を管轄した。

## 宋代
1089年（元祐4年）、北宋により延州は延安府に昇格した。